# Naissance en 1911
Naissance
- 1907
- 1908
- 1909
- 1910
- 1911
- 1912
- 1913
- 1914
- 1915

Cette page dresse une liste de personnalités nées au cours de l'année 1911 présentée dans l'ordre chronologique.
La liste des personnes référencées dans Wikipédia est disponible dans la page de la Catégorie: Naissance en 1911.

## Janvier
- 1er janvier : Giorgio Prosperi, réalisateur, dramaturge et critique littéraire italien († 21 janvier 1997).
- 5 janvier : Jean-Pierre Aumont, comédien français († 30 janvier 2001).
- 9 janvier : Lev Okhotine, militant fasciste russe († 1948)
- 11 janvier :
  - Mario Amadeo, homme politique, diplomate, journaliste et écrivain argentin († 19 mars 1983).
  - Pierre Caille, sculpteur, peintre, graveur, céramiste et joaillier belge († 24 octobre 1996).
  - Brunhilde Pomsel, allemande, une des secrétaires personnelles de Joseph Goebbels († 27 janvier 2017).
- 12 janvier : Gaston Plovie, joueur et entraîneur de football belge d'origine hongroise († 24 janvier 1972).
- 13 janvier : Guido Del Mestri, cardinal italien († 2 août 1993).
- 14 janvier : Edward George Bowen, électronicien gallois († 12 août 1991).
- 15 janvier :
  - Giovanni Bragolin, peintre italien († 22 septembre 1981).
  - Maurice-Élie Sarthou, peintre français († 11 juin 1999).
- 16 janvier : Roger Lapébie, coureur cycliste français († 12 octobre 1996).
- 18 janvier : 
  - José María Arguedas, écrivain et anthropologue péruvien († 2 décembre 1969).
  - Danny Kaye, chanteur, humoriste et acteur américain († 3 mars 1987).
  - Aderbal Ramos da Silva, homme politique brésilien († 13 février 1985).
- 22 janvier :
  - Bruno Kreisky, homme d'État autrichien († 29 juillet 1990).
  - André Roussin, dramaturge français († 3 novembre 1997).
- 23 janvier :
  - Franz Pleyer, joueur et entraîneur de football autrichien († 3 septembre 1999).
  - Arseni Semionov, peintre et professeur, né dans l'empire russe, devenu soviétique puis russe († 13 septembre 1992).
- 24 janvier : René Barjavel, écrivain et journaliste français († 24 novembre 1985).
- 25 janvier : Carlo Bo, intellectuel, universitaire et historien italien de la littérature († 21 juillet 2001).
- 27 janvier : Severino Canavesi, coureur cycliste italien († 30 janvier 1990).
- 28 janvier : Johan van Hulst, directeur d'école et homme politique néerlandais († 22 mars 2018).
- 29 janvier : Bryan Coleman, acteur britannique († 4 juillet 2005).
- 30 janvier : Hugh Marlowe, acteur américain († 2 mai 1982).

## Février
- 2 février : 
  - Reinhard Breder, conseiller du gouvernement allemand et SS-Standartenführer  participant à l'Holocauste en Union soviétique († 22 octobre 2002).
  - Jean-Jacques Grünenwald, organiste, improvisateur, compositeur, professeur et architecte français († 19 décembre 1982).
- 3 février : Jehan Alain, compositeur et organiste français († 20 juin 1940).
- 6 février : Ronald Reagan, acteur et président des États-Unis († 5 juin 2004).
- 8 février : 
  - Elizabeth Bishop, poétesse, essayiste et traductrice américaine († 6 octobre 1979).
  - Sylvain Marcaillou, coureur cycliste français († 28 septembre 2007).
- 10 février : José Argemí, footballeur espagnol († 2 octobre 1974).
- 12 février : Émile Picq, peintre, illustrateur et danseur français († 25 décembre 1951).
- 19 février :
  - « El Estudiante » (Luis Gómez Calleja), matador espagnol († 14 juin 1995).
  - Müfide İlhan, femme politique turque († 2 février 1996).
  - Merle Oberon, actrice britannique d'origine galloise et indienne († 23 novembre 1979).
  - Bill Bowerman, entraîneur sportif américain († 25 décembre 1999).
- 22 février : Annette Faive, peintre française († 12 novembre 1988).
- 26 février : Josef Smrkovský, homme politique tchécoslovaque († 15 janvier 1974).

## Mars

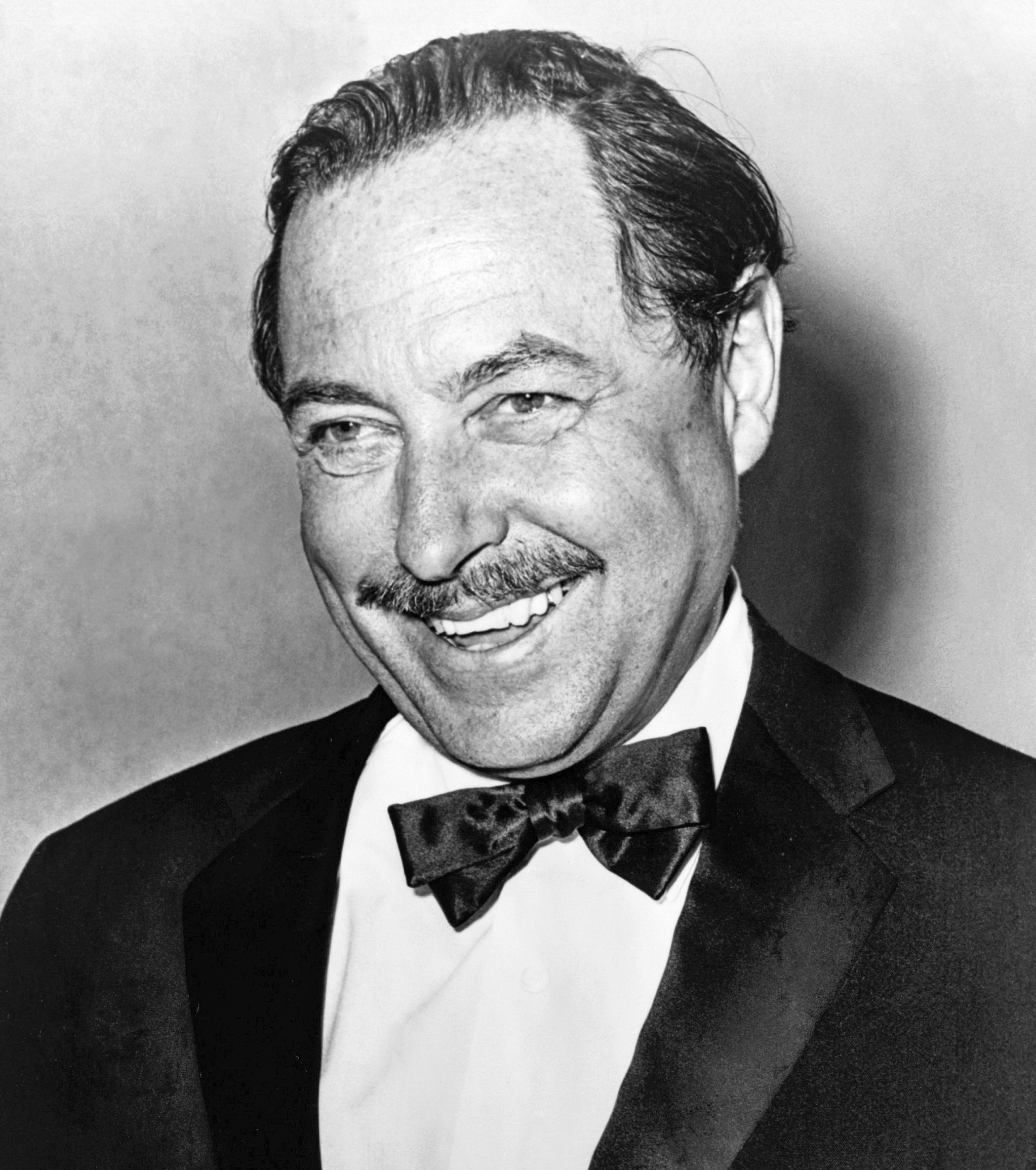
L'écrivain Tennessee Williams.

- 6 mars : Nikolaï Baïbakov, homme d'État soviétique puis russe († 31 mars 2008).
- 8 mars : Jean Vénitien, peintre et illustrateur français († 27 mai 1995).
- 9 mars :
  - Rudolf Kundera, peintre austro-hongrois puis tchécoslovaque et tchèque († 9 janvier 2005).
  - Clara Rockmore, violoniste américaine d'origine lituanienne († 10 mai 1998).
- 10 mars : Warner Anderson, acteur américain († 26 août 1976).
- 11 mars : 
  - Pericle Patocchi, écrivain et enseignant suisse († 13 avril 1968).
  - Marita Camacho Quirós, Première dame du Costa Rica, supercentenaire (20 juin 2025).
- 12 mars : Gustavo Díaz Ordaz, président du Mexique de († 1964 à († 1970 († 15 juillet 1979).
- 13 mars : 
  - Lafayette Ronald Hubbard, personnalité américaine, fondateur de la controversé scientologie († 24 janvier 1986).
  - Kikuko Kanai, compositrice japonaise († 17 février 1986).
- 14 mars : Germano Boettcher Sobrinho, footballeur brésilien († 9 juin 1977).
- 16 mars : Pierre Harmel, homme politique belge († 15 novembre 2009).
- 17 mars : 
  - Raffaele D'Alessandro, compositeur suisse († 17 mars 1959).
  - Vello Kaaristo, premier fondeur estonien à participer aux Jeux olympiques († 14 août 1965).
- 18 mars : Smiley Burnette, acteur et compositeur américain († 16 février 1967).
- 20 mars : 
  - Young Perez, boxeur tunisien, le plus jeune champion du monde de boxe († 22 janvier 1945).
  - Alfonso García Robles, diplomate mexicain, prix Nobel de la paix en 1982 († 2 septembre 1991).
- 24 mars : Joseph Barbera, réalisateur, producteur et scénariste américain, cofondateur du studio Hanna-Barbera († 18 décembre 2006).
- 26 mars : Tennessee Williams, écrivain américain († 25 février 1983).

## Avril
- 1er avril : 
  - Armel Guerne, poète, écrivain et traducteur suisse († 9 octobre 1980).
  - Adam Kozłowiecki, cardinal polonais, archevêque émérite de Lusaka (Zambie) († 28 septembre 2007).
  - Fauja Singh, coureur de fond britannique, centenaire († 14 juillet 2025).
- 2 avril : René Chancrin, peintre français († 13 juillet 1981).
- 4 avril : Nino Borsari, coureur cycliste italien († 31 mars 1996).
- 5 avril : Hédi Nouira, homme politique tunisien († 25 janvier 1993).
- 6 avril : Guéorgui Markov, écrivain soviétique († 26 septembre 1991).
- 8 avril : Emil Cioran, philosophe et écrivain roumain († 20 juin 1995).
- 9 avril :
  - Ákos Bíró, peintre hongrois († 22 février 2002).
  - Alfred Coste-Floret, homme politique français († 9 janvier 1990).
- 10 avril : Maurice Schumann, homme politique et académicien français († 9 février 1998).
- 12 avril : André Hubert, peintre et maître verrier français († 7 mars 2009).
- 13 avril : Gunter Böhmer, peintre, dessinateur et illustrateur allemand († 8 janvier 1986).
- 17 avril :
  - Hervé Bazin, écrivain français († 17 février 1996).
  - Said Ibrahim bin Said Ali, haut fonctionnaire français et homme politique comorien († 20 décembre 1975).
- 19 avril : Frank Barlow, historien anglais († 27 juin 2009).
- 22 avril : Torgny Wickman, réalisateur suédois († 24 septembre 1997).
- 23 avril :
  - Marguerite Bermond, peintre figurative française († octobre 1991).
  - Ronald Neame, réalisateur, producteur et scénariste britannique († 16 juin 2010).
- 25 avril : George Chubb, 3e baron Hayter, industriel et homme politique britannique († 2 septembre 2003).
- 27 avril : Jack Cole, chorégraphe et acteur américain († 17 février 1974).

## Mai
- 1er mai : Koçi Xoxe, homme politique albanais († 11 juin 1949).
- 2 mai : Edmond Pagès, coureur cycliste français († 28 février 1987).
- 3 mai : Armillita Chico (Fermín Espinosa Saucedo), matador mexicain († 5 septembre 1978).
- 8 mai :
  - Laure Malclès-Masereel, peintre, lithographe et artiste graphique belgo-française († 21 septembre 1981).
  - Carlo Mattioli, graveur italien († 12 juillet 1994).
- 11 mai : Miguel Gual Agustina, footballeur espagnol († 9 mars 1989).
- 14 mai : Jean Borremans, homme politique belge († 8 février 1968).
- 18 mai : Paul Girol, peintre, graveur à la pointe sèche et dessinateur français († 30 septembre 1988).
- 20 mai : Agenore Fabbri, sculpteur et peintre italien († 7 novembre 1998).
- 21 mai :
  - Jean Martin, peintre figuratif français († 12 avril 1996).
  - Maurice Nadeau, écrivain, critique littéraire et éditeur français († 16 juin 2013).
- 22 mai :
  - Rafael Ferrer i Fitó, compositeur, violoniste et chef d'orchestre catalan († 26 mars 1988).
  - Minoru Kawabata, peintre japonais († 29 juin 2001).
- 23 mai :
  - André Beauce, peintre français († 2 janvier 1974).
  - Paul Augustin Mayer, préfet émérite de la Commission pontificale « Ecclesia Dei » († 30 avril 2010).
- 25 mai : Betty de Courcy Ireland, militante socialiste et pacifiste irlandaise († 24 décembre 1999).
- 26 mai : 
  - Ben Alexander, acteur américain († 5 juillet 1969).
  - Jean-Louis Boncœur, écrivain français († 21 mars 1997).
- 27 mai : Teddy Kollek, homme politique israélien († 2 janvier 2007).
- ? mai : Gholam Hossein Banan, musicien et chanteur iranien († 27 février 1986)

## Juin
- 1er juin : Guillemette Morand, peintre française († 30 novembre 1989).
- 4 juin : Faustino Oramas, surnommé « El Guayabero », chanteur cubain († 27 mars 2007).
- 7 juin : Peter Birkhäuser, affichiste, portraitiste et peintre visionnaire suisse († 22 novembre 1976).
- 8 juin : Antonio Montes, coureur cycliste espagnol († 3 février 1984).
- 11 juin : André Bourdil, peintre français († 12 mai 1982).
- 12 juin : Charles King, coureur cycliste britannique († 19 juillet 2001).
- 15 juin : Manuel Rosalench, footballeur espagnol († 15 mai 1989).
- 18 juin : Yvette Alde, peintre, lithographe et illustratrice française († octobre 1967).
- 23 juin : William Bambridge, footballeur français († 7 août 1953).
- 24 juin :
  - Juan Manuel Fangio, coureur automobile argentin († 17 juillet 1995).
  - Ernesto Sábato, écrivain argentin († 30 avril 2011).
- 27 juin :
  - Skelton Knaggs, acteur anglais († 1er mai 1955).
  - Lucien Lauk, coureur cycliste français († 8 juin 2001).
- 29 juin : Bernhard de Lippe-Biesterfeld, prince des Pays-Bas († 1er décembre 2004).
- 30 juin : Czesław Miłosz, poète, romancier, essayiste et traducteur polonais († 14 août 2004).

## Juillet
- 1er juillet : Angèle Chevrin, femme politique française († 26 novembre 1998)
- 3 juillet : André Gérard, joueur et entraîneur de football français († 1994).
- 4 juillet : Elizabeth Peratrovich, militante tlingit américaine († 1er décembre 1958).
- 5 juillet :
  - Costantino Nivola, peintre et sculpteur italien († 6 mai 1988).
  - Georges Pompidou, président de la république française († 2 avril 1974).
- 10 juillet : Dut, dessinateur de bandes dessinées et peintre français († 9 novembre 1989).
- 17 juillet : Yang Jiang, femme de lettres et traductrice chinoise († 25 mai 2016).
- 18 juillet :
  - Henriette Bie Lorentzen, résistante et féministe norvégienne († 29 août 2001).
  - Hume Cronyn, acteur et scénariste canado-américain († 15 juin 2003).
- 20 juillet :
  - Bill Dillard, joueur de trompette, acteur et chanteur américain († 16 janvier 1995).
  - Jacob Markiel, peintre français d'origine polonaise († 22 novembre 2006).
- 22 juillet : Vernon Kirby, joueur de tennis sud-africain († 27 septembre 1994).
- 23 juillet : Jean Fontenay, coureur cycliste français († 21 mai 1975).
- 26 juillet : Jean Amblard, peintre français († 18 juin 1989).
- 28 juillet : Arturo Sampay, juriste, professeur d’université et essayiste argentin († 14 février 1977).
- 30 juillet :
  - Bellor, peintre belge († 13 février 2000).
  - Rees Gwerder, joueur de schwyzoise suisse († 5 janvier 1998).
- 31 juillet : Pannalal Ghosh, flûtiste indien († 20 avril 1960).

## Août
- 1er août : Enrico Campagnola, sculpteur et peintre italien († 27 mars 1984).
- 2 août :
  - Howland Chamberlain, acteur américain († 1er septembre 1984).
  - Gian Maria Ghidini, entomologiste, herpétologiste et spéléologue italien († 18 octobre 1974).
- 3 août :
  - Edmond Borocco, homme politique français, compagnon de la Libération († 13 juillet 1990).
  - Jos De Saeger, homme politique belge († 7 avril 1998).
- 4 août : Jacques Navelet, général français (†27 juin 1967).
- 6 août : Lucille Ball, actrice, réalisatrice et productrice américaine († 26 avril 1989).
- 7 août : 
  - Jan Pietraszko, évêque polonais, vénérable catholique († 2 mars 1988).
  - Raymond-René Bloch, peintre français  († 16 novembre 2001).
- 8 août : Philippe de Scitivaux, aviateur français de la Seconde Guerre mondiale, compagnon de la Libération († 10 août 1986).
- 11 août : Paul Jamin, dessinateur de bandes dessinées et caricaturiste belge († 19 février 1995).
- 12 août :
  - Cantinflas, acteur mexicains († 20 avril 1993).
  - Samuel Fuller, scénariste et réalisateur américain († 30 octobre 1997).
  - Alice Martinez-Richter, peintre française († 7 août 1996).
- 13 août :
  - Antoine Curcuru, footballeur français († 11 janvier 1993).
  - Chaïa Melamoud, peintre et graphiste russe († 20 octobre 1993).
- 16 août :
- Roger Thévenot, footballeur français († 27 octobre 1982).
- René Herbin, compositeur et pianiste français († 1er septembre 1953).
- 17 août : Mikhaïl Botvinnik, joueur d'échecs russe († 5 mai 1995).
- 18 août :
  - Paul Egli, coureur cycliste suisse († 23 janvier 1997).
  - Maria Ulfah Santoso, femme politique indonésienne († 15 avril 1988).
  - Amelia Boynton Robinson, militante noire américaine, chef du mouvement des droits civiques († 26 août 2015).
- 20 août : Jean Deyrolle, peintre, illustrateur et lithographe français († 30 août 1967).
- 22 août : Henri Belunza, footballeur argentin, par la suite naturalisé français († 19 août 1989).
- 24 août : Robert Devoucoux, peintre français († 3 octobre 1997).
- 27 août : Johnny Eck, phénomène de foire, artiste de cirque et acteur américain († 5 janvier 1991).
- 29 août : Pierre-Paul Ulmer, résistant français et compagnon de la libération († 3 juin 1953).
- 31 août : Gabriel Dubois, coureur cycliste français († 13 mai 1985)

## Septembre
- 6 septembre : Alexis Preller, peintre sud-africain († 13 décembre 1975).
- 7 septembre : 
  - Henry de France, ingénieur français, inventeur du système SECAM († 28 avril 1986).
  - Joseph Roth, prêtre et résistant français († 25 novembre 1944).
- 10 septembre : Renée Simonot, actrice française († 11 juillet 2021).
- 11 septembre :
  - Aline Gagnaire, peintre et graveuse surréaliste française († 11 février 1997).
  - José Saló, footballeur espagnol († 31 mars 1970).
- 19 septembre : William Golding, écrivain britannique († 19 juin 1993).
- 20 septembre :
  - Đào Sĩ Chu, peintre vietnamien († 16 juin 1974).
  - Frank De Vol, compositeur et acteur américain († 27 octobre 1999).
- 24 septembre :
  - François Adam, coureur cycliste belge († 4 mai 2002).
  - Konstantin Tchernenko, homme politique russe puis soviétique († 10 mars 1985).
- 25 septembre : Charles Paris, encreur et lettreur américain de comics († 19 mars 1994)
- 29 septembre : Pierre-César Lagage, peintre français († 23 février 1977).
- 30 septembre : Boris Taslitzky, peintre français († 9 décembre 2005).

## Octobre
- 1er octobre : Ángel Cabral, guitariste, compositeur et chanteur argentin († 4 juin 1997).
- 3 octobre : Michael Hordern, acteur britannique († 2 mai 1995).
- 4 octobre : Francisco Dosamantes, peintre, illustrateur, designer et éducateur mexicain († 18 juillet 1986).
- 7 octobre :
  - Serge Fiorio, peintre italien († 11 janvier 2011).
  - Jean Lasne, peintre français († 16 mai 1940).
- 8 octobre : Kārlis Padegs, graphiste et peintre letton († 19 avril 1940).
- 10 octobre : Clare Hollingworth, journaliste britannique († 10 janvier 2017).
- 11 octobre : Changampuzha Krishna Pillai, poète romantique indien († 17 juin 1948).
- 13 octobre : Pierre Granier, footballeur français († 16 mai 1989).
- 14 octobre : Lê Đức Thọ, homme politique, diplomate et militaire vietnamien, prix Nobel de la paix en 1973 († 13 octobre 1990).
- 18 octobre : Lucienne Welschinger, résistante française († 23 janvier 2011).
- 19 octobre : Pierre Gallien, coureur cycliste français († 28 mai 2009).
- 22 octobre : Edmond Bertreux, peintre français († 14 octobre 1991).
- 24 octobre : Paul Grégoire, cardinal canadien, archevêque de Montréal († 30 octobre 1993).
- 25 octobre :
  - Antonio Franco, footballeur espagnol († 30 juin 1996).
  - Roelof Frankot, peintre et photographe néerlandais († 1er décembre 1984).
- 26 octobre :
  - Abdelkader Benzaoui, footballeur algérien († 22 juin 1979).
  - André Leroux, peintre français († 10 juin 1997).
- 27 octobre :
  - Leif Erickson, acteur américain († 29 janvier 1986).
  - Maurice Perrin, coureur cycliste français († 2 janvier 1992).
- 31 octobre : René Hardy, résistant, écrivain français († 12 avril 1987).

## Novembre
- 1er novembre : 
  - Henri Troyat, (Lev Aslanovitch Tarassov dit), écrivain français d'origine russe († 2 mars 2007).
  - Sonja Ferlov, sculptrice danoise († 17 décembre 1984).
- 2 novembre : Odysséas Elýtis, poète grec († 18 mars 1996).
- 4 novembre : Charles Assalé, homme d'État camerounais († 10 décembre 1999).
- 5 novembre : Pietro Rimoldi, coureur cycliste italien († 14 novembre 2000).
- 10 novembre : Harry Andrews, acteur britannique († 6 mars 1989).
- 11 novembre :
  - Antonio Casas, acteur et footballeur espanol († 14 février 1982).
  - François Fauck, peintre français († 1979).
  - Patric Knowles, acteur anglais († 23 décembre 1995).
  - Roberto Matta, peintre chilien surréaliste († 23 novembre 2002).
- 15 novembre :
  - François Bonnet, footballeur français († 29 janvier 1986).
  - Manny Curtis, parolier américain († 6 décembre 1984).
- 16 novembre : 
  - Maurice Couplet, homme politique belge († 8 septembre 1960).
  - John Edmund Strandberg, peintre canadien d'origine suédoise († 25 août 1996).
- 19 novembre : Georges Thomas, supercentenaire français et doyen masculin de France († 1er juin 2024).
- 22 novembre :
  - Emil Kijewski, coureur cycliste allemand († 23 janvier 1989).
  - Giuseppe Olmo, coureur cycliste italien († 5 mars 1992).
- 24 novembre : Erik Bergman, compositeur finlandais († 24 avril 2006).
- 25 novembre :
  - Willy Anthoons, sculpteur belge († 17 décembre 1982).
  - Roelof Frankot, peintre néerlandais († 1er décembre 1984).
- 26 novembre :
  - Savino Guglielmetti, gymnaste italien († 23 janvier 2006).
  - Samuel Reshevsky, grand maître des échecs, journaliste et écrivain américain († 4 avril 1992).
  - Raymond Scheyven, homme politique belge († 17 janvier 1987).
  - Robert Marchand, cycliste et centenaire français († 22 mai 2021).
- 30 novembre : Boris Taslitzky, peintre français († 9 décembre 2005)

## Décembre
- 3 décembre : Silvano Bozzolini, peintre italien d'art abstrait († 11 février 1998).
- 5 décembre :
  - Alfred Manessier, peintre français († 1er août 1993).
  - Joseph Martineau, peintre français († 22 décembre 1996).
  - Władysław Szpilman, compositeur polonais († 6 juillet 2000).
- 6 décembre : Jo Charrier, acteur, chanteur et musicien français († 3 mars 2011).
- 8 décembre : Lee J. Cobb, acteur américain († 11 février 1976).
- 9 décembre : Broderick Crawford, acteur américain († 26 avril 1986).
- 11 décembre : Naguib Mahfouz, écrivain égyptien († 30 août 2006).
- 12 décembre : Stanley Bate, compositeur et pianiste britannique († 19 octobre 1959).
- 17 décembre : Gus, dessinateur humoristique et écrivain français († 7 mars 1997).
- 18 décembre :
  - Jules Dassin, réalisateur américain († 31 mars 2008).
  - Gaston Jean-Michel, prélat catholique français († 21 avril 2015).
- 19 décembre : Max Papart, peintre, graveur, illustrateur et collagiste français († 29 août 1994).
- 20 décembre :
  - Colette Beleys, peintre française († 23 janvier 1998).
  - Guy-David, peintre français († 25 août 1980).
- 21 décembre : Junie Astor, comédienne](† 22 août 1967).
- 23 décembre : Su-Lin Young, exploratrice, journaliste et disc-jockey américaine d'origine chinoise († 17 avril 2008).
- 25 décembre : Burne Hogarth, dessinateur de bande dessinée américain († 28 janvier 1996).
- 26 décembre :
  - Renato Guttuso, peintre italien († 18 janvier 1987).
  - David Lan-Bar, peintre israélien († 20 mars 1992).
- 27 décembre : Guy Rolfe, acteur anglais († 19 octobre 2003).
- 30 décembre : Evaristo Barrera, joueur et entraîneur de football argentin d'origine italienne († 7 juin 1982).

## Date inconnue
- Cornelia C. Cameron, géologue américaine († 5 août 1994).
- Pierre De Vidts, footballeur belge († ? ).
- Bedri Rahmi Eyüboğlu, peintre, écrivain et poète turc († 21 septembre 1975).
- Ammar Farhat, peintre tunisien († 2 mars 1987).
- Loreta Hairapedian Tabrizi, actrice iranienne († 29 mars 1998).
- Amdo Jampa, peintre tibétain († 28 mars 2002).
- Nam Kwan, peintre coréen († 1990).
- Graciela Quan, avocate et militante guatémaltèque († 22 janvier 1999).
- Thakin Than Tun, homme politique birman († 24 septembre 1968).
- Waichi Tsutaka, peintre abstrait japonais († 1995).